# Кркуж
Кркуж (хорв. Krkuž) — населений пункт у Хорватії, в Істрійській жупанії у складі міста Бузет.

## Населення
Населення за даними перепису 2011 року становило 19 осіб.
Динаміка чисельності населення поселення:

## Клімат
Середня річна температура становить 10,89 °C, середня максимальна – 23,52 °C, а середня мінімальна – -2,43 °C. Середня річна кількість опадів – 1392 мм.
| Клімат поселення                              | Клімат поселення | Клімат поселення | Клімат поселення | Клімат поселення | Клімат поселення | Клімат поселення | Клімат поселення | Клімат поселення | Клімат поселення | Клімат поселення | Клімат поселення | Клімат поселення | Клімат поселення |
| Показник                                      | Січ.             | Лют.             | Бер.             | Квіт.            | Трав.            | Черв.            | Лип.             | Серп.            | Вер.             | Жовт.            | Лист.            | Груд.            |                  |
| Середній максимум, °C                         | 8,40             | 8,66             | 11,09            | 14,98            | 19,24            | 22,95            | 23,52            | 23,38            | 19,21            | 14,92            | 10,06            | 7,61             |                  |
| Середня температура, °C                       | 3,00             | 3,24             | 5,66             | 9,56             | 13,82            | 17,53            | 20,06            | 19,90            | 15,73            | 11,45            | 6,58             | 4,13             |                  |
| Середній мінімум, °C                          | −2,43            | −2,17            | 0,26             | 4,15             | 8,42             | 12,11            | 16,57            | 16,41            | 12,24            | 7,96             | 3,10             | 0,64             |                  |
| Норма опадів, мм                              | 105              | 85               | 105              | 116              | 103              | 122              | 83               | 108              | 117              | 149              | 163              | 136              |                  |
| Середньомісячна швидкість вітру, м/с          | 2.02             | 2.30             | 2.48             | 2.45             | 2.24             | 2.13             | 2.04             | 2.02             | 2.00             | 2.17             | 2.25             | 2.19             |                  |
| Середньомісячна сонячна радіація, кДж/м²·день | 4528             | 7399             | 10546            | 14751            | 18894            | 20355            | 21483            | 18281            | 13806            | 8956             | 4868             | 3767             |                  |
| --------------------------------------------- | ---------------- | ---------------- | ---------------- | ---------------- | ---------------- | ---------------- | ---------------- | ---------------- | ---------------- | ---------------- | ---------------- | ---------------- | ---------------- |
| Джерело:                                      |                  |                  |                  |                  |                  |                  |                  |                  |                  |                  |                  |                  |                  |